# Mylittopsis marmorata
Mylittopsis marmorata är en svampart som först beskrevs av Berk. & M.A. Curtis, och fick sitt nu gällande namn av D.P. Rogers & K.J. Martin 1956. Mylittopsis marmorata ingår i släktet Mylittopsis, klassen Agaricomycetes, divisionen basidiesvampar och riket svampar.   Inga underarter finns listade i Catalogue of Life.